# Medanglayang
Medanglayang is een bestuurslaag in het regentschap Ciamis van de provincie West-Java, Indonesië. Medanglayang telt 5500 inwoners (volkstelling 2010).